# University of Sulaymaniyah
University of Sulaymaniyah är ett universitet i Irak.   Det ligger i distriktet Qaḑā' as Sulaymānīyah och provinsen Sulaymaniyya, i den norra delen av landet, 260 km norr om huvudstaden Bagdad. 